# Legendretransformatie

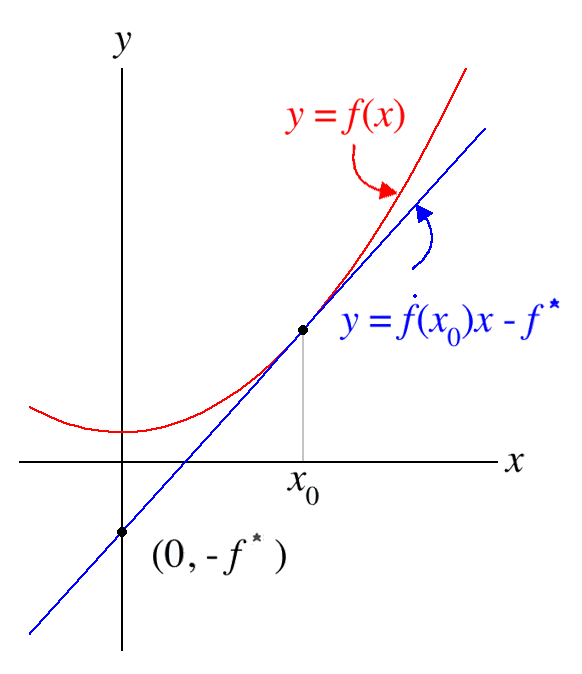
Diagram dat de legendretransformatie van de functie illustreert. De functie is rood, en de raaklijn in het punt is blauw. De raaklijn snijdt de verticale as in, en is de waarde van de legendretransformatie, waar. Merk op dat voor elk ander punt op de rode kromme, een lijn getrokken door dat punt met dezelfde helling als de blauwe lijn de -as zal snijden boven het punt, waaruit blijkt dat daadwerkelijk een maximum is.

In de wiskunde is de legendretransformatie, genoemd naar de Franse wiskundige Adrien-Marie Legendre, een operatie die een reëelwaardige functie van een reële variabele transformeert in een andere variabele. In natuurkundige toepassingen wordt de legendretransformatie gebruikt om functies van de ene variabele, zoals positie, druk of temperatuur, om te zetten in de toegevoegde variabele, respetievelijk impuls, volume of entropie. Op deze manier wordt bijvoorbeeld in de klassieke mechanica het hamiltonformalisme afgeleid uit het lagrangeformalisme.

## Definitie
De legendretransformatie van een convexe functie {\displaystyle f\colon I\to \mathbb {R} } op het interval {\displaystyle I\subset \mathbb {R} } is de functie {\displaystyle f^{*}\colon I^{*}\to \mathbb {R} }  die wordt gedefinieerd door
{\displaystyle f^{*}(s)=\sup _{x\in I}{\big (}sx-f(x){\big )}}
met domein
{\displaystyle I^{*}=\{s\in \mathbb {R} :\sup _{x\in I}(sx-f(x))<\infty \}}
Als {\displaystyle f} strikt convex is en differentieerbaar met inverteerbare afgeleide, kan het supremum expliciet bepaald worden. De functie {\displaystyle h(x)=sx-f(x)} is dan maximaal in het eenduidig bepaalde punt waar {\displaystyle h'(x(s))=s-f'(x(s))=0}, dus {\displaystyle x(s)=(f')^{-1}(x(s))}. Daarmee wordt:
{\displaystyle f^{*}(s)=s\,x(s)-f(x(s))=s\,(f')^{-1}(s)-f{\big (}(f')^{-1}(s){\big )}}

## Voorbeeld
In de mechanica is de hamiltoniaan {\displaystyle H} de legendretransformatie van de lagrangiaan {\displaystyle L}. Met
{\displaystyle f({\dot {q}})=L(q,{\dot {q}})}
en
{\displaystyle p={\frac {\partial L}{\partial {\dot {q}}}}}
is
{\displaystyle H(q,p)=p\,{\dot {q}}(q,p)-L(q,{\dot {q}}(q,p))}